# Bannatettix longicornia
Bannatettix longicornia är en insektsart som beskrevs av Zheng, Z. 1993. Bannatettix longicornia ingår i släktet Bannatettix och familjen torngräshoppor. Inga underarter finns listade i Catalogue of Life.